# Washington Mystics 2007
La stagione 2007 delle Washington Mystics fu la 10ª nella WNBA per la franchigia.
Le Washington Mystics arrivarono quinte nella Eastern Conference con un record di 16-18, non qualificandosi per i play-off.

## Roster
| N° | Naz.                         | Ruolo | Sportivo             | Anno | Alt. | Peso |
| -- | ---------------------------- | ----- | -------------------- | ---- | ---- | ---- |
| 2  | Stati Uniti (bandiera)       | A     | Tamara James         | 1984 | 178  | 73   |
| 3  | Stati Uniti (bandiera)       | A     | DeLisha Milton-Jones | 1974 | 185  | 84   |
| 5  | Stati Uniti (bandiera)       | A     | Stacey Lovelace      | 1974 | 193  | 77   |
| 7  | Bielorussia (bandiera)       | C     | Alena Leŭčanka       | 1983 | 196  | 88   |
| 9  | Stati Uniti (bandiera)       | G     | Coco Miller          | 1978 | 178  | 62   |
| 12 | Stati Uniti (bandiera)       | G     | Laurie Koehn         | 1982 | 173  | 66   |
| 17 | Stati Uniti (bandiera)       | A     | Crystal Robinson     | 1974 | 180  | 70   |
| 20 | Stati Uniti (bandiera)       | GA    | Alana Beard          | 1982 | 180  | 73   |
| 25 | Stati Uniti (bandiera)       | GA    | Monique Currie       | 1983 | 183  | 80   |
| 32 | Stati Uniti (bandiera)       | G     | Nikki Blue           | 1984 | 173  | 74   |
| 33 | Stati Uniti (bandiera)       | A     | Bernice Mosby        | 1984 | 185  | 78   |
| 42 | Stati Uniti (bandiera)       | G     | Nikki Teasley        | 1979 | 183  | 77   |
| 43 | Stati Uniti (bandiera)       | AC    | Nakia Sanford        | 1976 | 193  | 91   |
| 44 | Stati Uniti (bandiera)       | C     | Chasity Melvin       | 1976 | 191  | 84   |
| 55 | Trinidad e Tobago (bandiera) | C     | Gillian Goring       | 1983 | 201  | 102  |

## Staff tecnico
- Allenatori: Richie Adubato (0-4), Tree Rollins (16-14)
- Vice-allenatori: Tree Rollins, Crystal Robinson, Jessie Kenlaw